# ویژگی یادگیری ماشین
در یادگیری ماشین و تشخیص الگو ، یک ویژگی یک خاصیت یا ویژگی قابل اندازه گیری فردی یک پدیده است.  انتخاب ویژگی‌های آموزنده، متمایز و مستقل، عنصر حیاتی الگوریتم‌های مؤثر در تشخیص ، طبقه‌بندی و رگرسیون الگو است. ویژگی‌ها معمولاً عددی هستند، اما ویژگی‌های ساختاری مانند رشته‌ها و نمودارها در تشخیص الگوی نحوی استفاده می‌شوند. مفهوم "ویژگی" با متغیر توضیحی مورد استفاده در تکنیک های آماری مانند رگرسیون خطی مربوط است.

## طبقه بندی
یک ویژگی عددی را می توان به راحتی با یک بردار ویژگی وصف کرد. یکی از راه‌های دستیابی به طبقه‌بندی باینری ، استفاده از یک تابع پیش‌بینی خطی (مربوط به پرسپترون ) با بردار ویژگی به عنوان ورودی است. این روش شامل محاسبه حاصل ضرب اسکالر بین بردار ویژگی و بردار وزن ها، واجد شرایط بودن مشاهداتی است که نتیجه آنها از حدی فراتر می رود.
الگوریتم‌های طبقه‌بندی از بردار ویژگی شامل طبقه‌بندی نزدیکترین همسایه ، شبکه‌های عصبی و تکنیک‌های آماری مانند رویکردهای بیزی است .

## مثال ها
در تشخیص کاراکتر ، ویژگی‌ها ممکن است شامل هیستوگرام شمارش تعداد پیکسل‌های سیاه در امتداد جهت‌های افقی و عمودی، تعداد سوراخ‌های داخلی، تشخیص ضربه و بسیاری موارد دیگر باشد.
در تشخیص گفتار ، ویژگی‌های تشخیص واج می‌تواند شامل نسبت نویز، طول صداها، قدرت نسبی، مطابقت فیلتر و بسیاری موارد دیگر باشد.
در الگوریتم‌های تشخیص هرزنامه ، ویژگی‌هایی ممکن است شامل وجود یا عدم وجود سرفصل‌های ایمیل مشخص، ساختار ایمیل، زبان، فراوانی عبارات خاص، صحت دستوری متن باشد.
در بینایی کامپیوتر ، تعداد زیادی ویژگی ممکن، مانند لبه ها و اشیاء وجود دارد.

## برنامه های افزودنی
در تشخیص الگو و یادگیری ماشین ، بردار ویژگی یک بردار n بعدی از ویژگی‌های عددی است که بیانگر برخی از شی‌ها است. بسیاری از الگوریتم‌ها در یادگیری ماشینی به نمایش عددی اشیا نیاز دارند، زیرا چنین نمایش‌هایی پردازش و تحلیل آماری را تسهیل می‌کنند. هنگام نمایش تصاویر، مقادیر ویژگی ممکن است با پیکسل های یک تصویر مطابقت داشته باشد، در حالی که هنگام نمایش متون، ویژگی ها ممکن است فراوانی وقوع اصطلاحات متنی باشد. بردارهای ویژگی معادل بردارهای متغیرهای توضیحی مورد استفاده در روش های آماری مانند رگرسیون خطی هستند. بردارهای مشخصه اغلب با استفاده از حاصل ضرب نقطه ای با وزن ها ترکیب می شوند تا یک تابع پیش بینی خطی بسازند که برای تعیین امتیاز برای پیش بینی استفاده می شود.
فضای برداری مرتبط با این بردارها اغلب فضای ویژگی نامیده می شود. به منظور کاهش ابعاد فضای ویژگی، تعدادی از تکنیک های کاهش ابعاد را می توان به کار گرفت.
ویژگی‌های سطح بالاتر را می‌توان از ویژگی‌های موجود دریافت کرد و به بردار ویژگی افزود. به عنوان مثال، برای مطالعه بیماری ها ویژگی "سن" مفید است و به عنوان سن = "سال مرگ" منهای "سال تولد" تعریف می شود . این فرآیند به عنوان ساخت ویژگی نامیده می شود.   ساخت ویژگی به کارگیری مجموعه ای از عملگرهای سازنده برای مجموعه ای از ویژگی های موجود است که منجر به ساخت ویژگی های جدید می شود. نمونه هایی از این عملگرهای سازنده عبارتند از بررسی شرایط برابری {=، ≠}، عملگرهای حسابی {+،−،×، /}، عملگرهای آرایه {max(S)، min(S)، میانگین(S)} به عنوان و همچنین سایر عملگرهای پیچیده‌تر، برای مثال count(S,C)  که تعداد ویژگی‌های بردار ویژگی S را که برخی از شرایط C را برآورده می‌کنند، می‌شمارد یا، برای مثال، فاصله‌ها با سایر کلاس‌های تشخیص تعمیم‌یافته توسط برخی دستگاه‌های پذیرنده. ساخت ویژگی از دیرباز به عنوان ابزاری قدرتمند برای افزایش دقت و درک ساختار، به ویژه در مسائل با ابعاد بالا در نظر گرفته شده است.  کاربردها شامل مطالعات بیماری و تشخیص احساسات از گفتار است. 

## انتخاب و استخراج
مجموعه اولیه ویژگی‌های خام می‌تواند زائد و بیش از حد بزرگ باشد که نمی‌توان آن را مدیریت کرد. بنابراین، یک مرحله مقدماتی در بسیاری از کاربردهای یادگیری ماشین و تشخیص الگو شامل انتخاب زیرمجموعه‌ای از ویژگی‌ها، یا ساخت مجموعه‌ای از ویژگی‌های جدید و کاهش‌یافته برای تسهیل یادگیری، و بهبود تعمیم و تفسیرپذیری است. .
استخراج یا انتخاب ویژگی ها ترکیبی از هنر و علم است. توسعه سیستم هایی برای انجام این کار به عنوان مهندسی ویژگی شناخته می شود. این امر مستلزم آزمایش احتمالات متعدد و ترکیب تکنیک های خودکار با شهود و دانش متخصص حوزه است . خودکار کردن این فرآیند یادگیری ویژگی است ، که در آن یک ماشین نه تنها از ویژگی ها برای یادگیری استفاده می کند، بلکه خود ویژگی ها را یاد می گیرد.

## همچنین ببینید
- متغیر کمکی
- کاهش ابعاد
- مهندسی ویژگی
- ترفند هش کردن
- طبقه بندی آماری
- هوش مصنوعی قابل توضیح